# جک گریگوری (ورزشکار)
جک گریگوری (انگلیسی: Jack Gregory; ۲۲ ژوئن ۱۹۲۳ – ۱۵ دسامبر ۲۰۰۳) دونده، بازیکن راگبی ۱۵ نفره، و بازیکن راگبی ۱۳ نفره اهل بریتانیا بود.